# James White (écrivain)
Pour les articles homonymes, voir James White et White.
Œuvres principales
- L'Hôpital des étoiles
- Chirurgien galactique

James White, né le 7 avril 1928 à Belfast (Irlande du Nord) et mort le 23 août 1999  à Portstewart (Irlande du Nord), est un écrivain britannique de science-fiction.

## Œuvres
Bien qu'assez réputé dans le milieu de la science fiction anglo-saxonne, seuls deux de ses livres ont été publiés en français.

### SérieSector General
Les deux titres disponibles en français, L'Hôpital des étoiles et Chirurgien galactique, sont des recueils de nouvelles. La série contient également des romans, dont le dernier a été publié en 1999 à titre posthume. L'Hôpital des étoiles est considéré comme l'un des premiers space operas.
- L'Hôpital des étoiles, Le Masque Science-fiction no 91, 1979 ((en) Hospital Station, 1962)
- Chirurgien galactique, Le Masque Science-fiction no 116, 1981 ((en) Star Surgeon, 1963)
- (en) Major Operation, 1971
- (en) Ambulance Ship, 1979
- (en) Sector General, 1983
- (en) Star Healer, 1985
- (en) Code Blue - Emergency, 1987
- (en) The Genocidal Healer, 1992
- (en) The Galactic Gourmet, 1996
- (en) Final Diagnosis, 1997
- (en) Mind Changer, 1998
- (en) Double Contact, 1999

### Autres romans

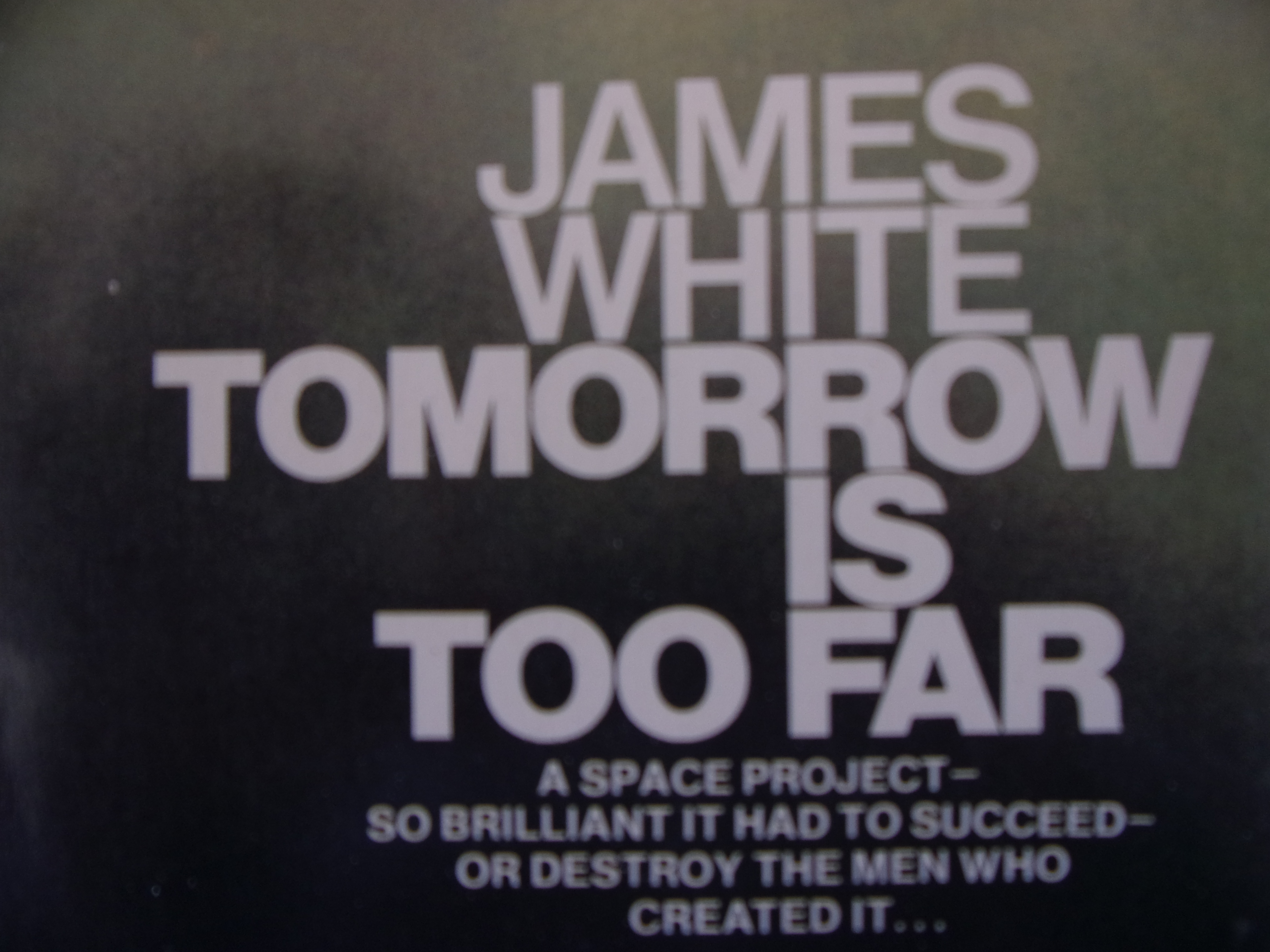
Page de garde de Tomorrow is Too Far (1971) en édition originale.

- Les Conspirateurs, 1971 ((en) The conspirators, 1954)Nouvelle parue pour la première fois dans Fiction no 213
- (en) The Secret Visitor, 1957
- (en) Second Ending, 1962
- (en) Deadly Litter, 1964
- (en) The Watch Below, 1966
- (en) All Judgement Fled, 1968
- (en) The Aliens Among Us, 1969
- (en) Tomorrow is Too Far, 1971
- (en) Dark Inferno, 1972
- (en) The Dream Millennium, 1974
- (en) Monsters and Medics, 1977
- (en) Underkill, 1979
- (en) Future Past, 1982
- (en) Federation World, 1988
- (en) The Silent Stars Go By, 1991
- (en) The White Papers, 1996
- (en) Earth: Final Conflict: First Protector, 1999